# Massena (Nueva York)
Massena es un pueblo ubicado en el condado de St. Lawrence en el estado estadounidense de Nueva York. En el año 2000 tenía una población de 13,121 habitantes y una densidad poblacional de 113 personas por km².

## Geografía
Massena se encuentra ubicado en las coordenadas 44°55′49″N 74°53′33″O / 44.93028, -74.89250.

## Demografía
Según la Oficina del Censo en 2000 los ingresos medios por hogar en la localidad eran de $31,391, y los ingresos medios por familia eran $38,696. Los hombres tenían unos ingresos medios de $37,484 frente a los $20,819 para las mujeres. La renta per cápita para la localidad era de $18,111. Alrededor del 17.9% de la población estaban por debajo del umbral de pobreza.